# Balloon Array for RBSP Relativistic Electron Losses

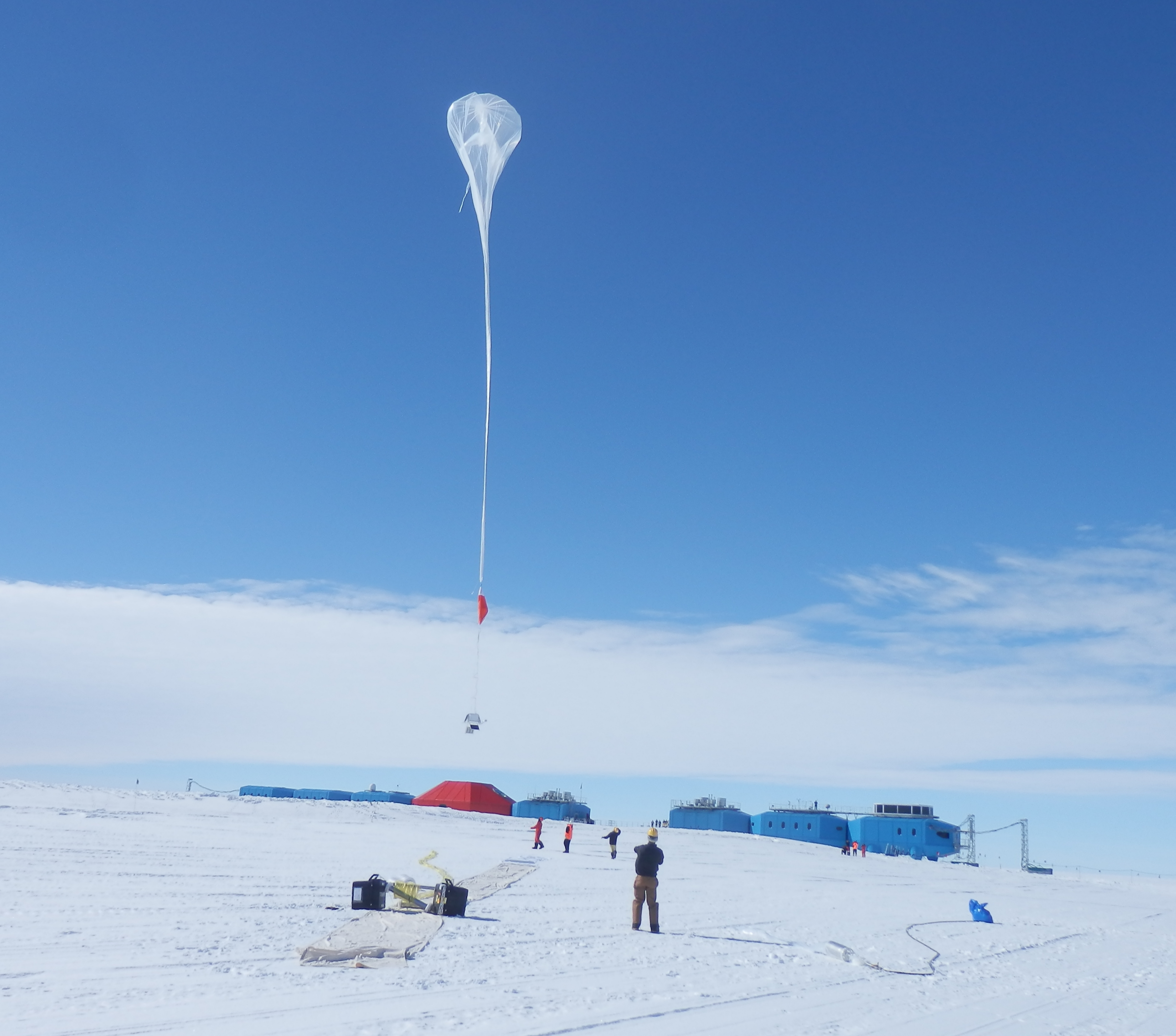
Un ballon lancé depuis la base antarctique Halley durant la campagne de janvier 2013.

Balloon Array for RBSP Relativistic Electron Losses (BARREL) est une mission de la NASA dirigée depuis le Dartmouth College qui travaille avec la mission Van Allen Probes (autrefois connue sous le nom Radiation Belt Storm Probes). Dans le cadre du projet BARREL, quarante ballons sont lancés en Antarctique pendant deux campagnes, en janvier 2013 et janvier 2014 (vingt ballons par campagne) et la quatrième et dernière campagne de lancés a lieu en août 2016. À la différence des grands ballons d'une taille similaire à un terrain de football chacun généralement lancés depuis les pôles, ceux de la mission BARREL mesurent 90 pieds (27 m) de diamètre.

## Objectifs
Les ballons du projet BARREL emportent des instruments permettant l'étude des rayons X dans l'atmosphère terrestre près des pôles. Ces rayons X proviennent de l'interaction d'électrons issus de la ceinture de Van Allen avec l'atmosphère. Les données récoltées par ces ballons permettent de compléter celles obtenues, entre autres, par la mission Magnetospheric Multiscale et les sondes Van Allen.